# Egon Savin
Pour les articles homonymes, voir Savin (homonymie).
Egon Savin (en alphabet cyrillique serbe : Егон Савин), né le 2 septembre 1955 à Sarajevo, est un metteur en scène yougoslave. 

## Biographie
Egon Savin est né à Sarajevo dans une famille de chanteurs d'opéra. Il a suivi des études pour devenir metteur en scène à la Faculté d'art dramatique de l'Université de Belgrade. Il a obtenu son diplôme de metteur en scène en 1979, après avoir suivi les cours du professeur Dejan Mijač.
Il a mis en scène plus de 70 pièces d'auteurs contemporains à Belgrade, Zagreb, Novi Sad, Skopje, Sarajevo, Podgorica, Rijeka, Sombor, Kruševac et Zrenjanin. Son travail l'amené à travailler à New York, Chicago, Montréal, Toronto, Paris, Vienne, Nancy, Milan, Wiesbaden, Zurich, Tel Aviv, Varsovie, Prague, Budapest, Trieste etc.